# 일레인 팬섬
일레인 팬섬(Elaine Fantham, 1933년 5월 25일 ~ 2016년 7월 11일)은 로마여성의 사회역사에서 특히 라틴 문학, 그리고 코미디, 서사시를 전문으로 하는 영국계 캐나다인 서양고전학자이다. 이탈리아어, 독일어, 프랑스어를 유창하게 했으며 독일, 이탈리아, 네덜란드, 노르웨이, 아르헨티나, 호주를 포함하여 전 세계를 돌며 강의를 했다.
1986년부터 1999년까지 프린스턴 대학교에서 라틴어 교수로 일했다.